# Fanfan la Tulipe (2003)
Fanfan la Tulipe is een Franse film van Gérard Krawczyk die werd uitgebracht in 2003.

## Samenvatting
Frankrijk, 18e eeuw. Fanfan meldt zich aan als soldaat in het leger van koning Lodewijk XV. Hij is op zoek naar roem en rijkdom. Hij beleeft diverse avonturen, waarna hij zijn doel bereikt.

## Rolverdeling
- Vincent Pérez: Fanfan la Tulipe
- Penélope Cruz: Adeline la Franchise
- Didier Bourdon: Lodewijk XV
- Hélène de Fougerolles: Madame de Pompadour
- Michel Muller: Tranche-Montagne
- Guillaume Gallienne: kolonel A.B.C.D. de La Houlette
- Gérald Laroche: Corsini
- Jacques Frantz: sergeant La Franchise
- Philippe Dormoy: adjudant Fier-à-Bras
- Gilles Arbona: de maarschalk
- Jean-Pol Dubois: de aalmoezenier
- Philippe du Janerand: Koenigseck
- Magdalena Mielcarz: Henriëtte Anne van Frankrijk
- Anna Majcher : Wanda
- François Chattot: de pastoor
- Yves Pignot: meester Guillaume
- Jean Rochefort: de verteller